# 渭南镇站
渭南镇站位于中华人民共和国甘肃省天水市麦积区渭南镇，是一个陇海线上的铁路车站，建于1952年，目前为四等站，目前客运：办理旅客乘降；行李、包裹托运；货运：办理整车货物发到；不办理危险货物发到。